# Puente de Hammersmith
El puente de Hammersmith (del inglés: Hammersmith Bridge) es un puente colgante que cruza el río Támesis en la zona oeste de Londres. Permite el cruce de tráfico rodado y de peatones  de la parte sur de Hammersmith en el municipio de Hammersmith y Fulham (lado norte del río),  a Barnes en el municipio de Richmond upon Thames (lado sur del río). El puente actual es un monumento clasificado y estuvo diseñado por el ilustre ingeniero civil Joseph Bazalgette. Es el segundo puente permanente que se ha construido en este punto del río.

## Historia
La construcción de un puente en este sitio fue autorizada en 1824 mediante una ley del Parlamento británico, comenzando los trabajos al año siguiente. Este puente fue el primer puente colgante sobre el río Támesis y estuvo diseñado por William Tierney Clark.
El puente dejaba un vano central navegable de 209,91 m. Sus torres ascendían hasta los 15 m sobre el nivel de la calzada, donde  estas tenían 6,7 m de espesor. La calzada estaba ligeramente curvada hacia arriba, dejando un altura libre de 4,9 m con respecto al nivel de marea alta. La anchura de los estribos era de 250−75 m, sobre los que se apoyaba una calzada de 210 m de ancho. El puente tenía ocho cadenas de hierro forjado, de cinco y una pulgadas de anchura y espesor respectivamente. Cuatro de las cuales tenían seis barras por cada cadena; teniendo las cuatro restante sólo tres (ascendiendo el conjunto a un total de treinta y seis barras). Todo esto daba una diferencia de elevación en el centro del puente de aproximadamente 8,8 m. De las cadenas colgaban unas varillas verticales que sostenían el tablero, construido en madera resistente cubierta con granito. El ancho de la calzada era de 6,1 m, con dos aceras de 1,5 m.  Las cadenas pasaban sobre las torres, y se fijaban a los estribos. Las torres, de mampostería, estaban diseñados como arcos de orden toscano. En los accesos al puente se encontraban las casetas de peaje de forma octagonal, con sus correspondientes lámparas y parapetos, terminando con pilares de piedra, coronados con tapas ornamentales. La construcción del puente costó unas 80 000 libras esterlinas y funcionaba como puente de peaje.

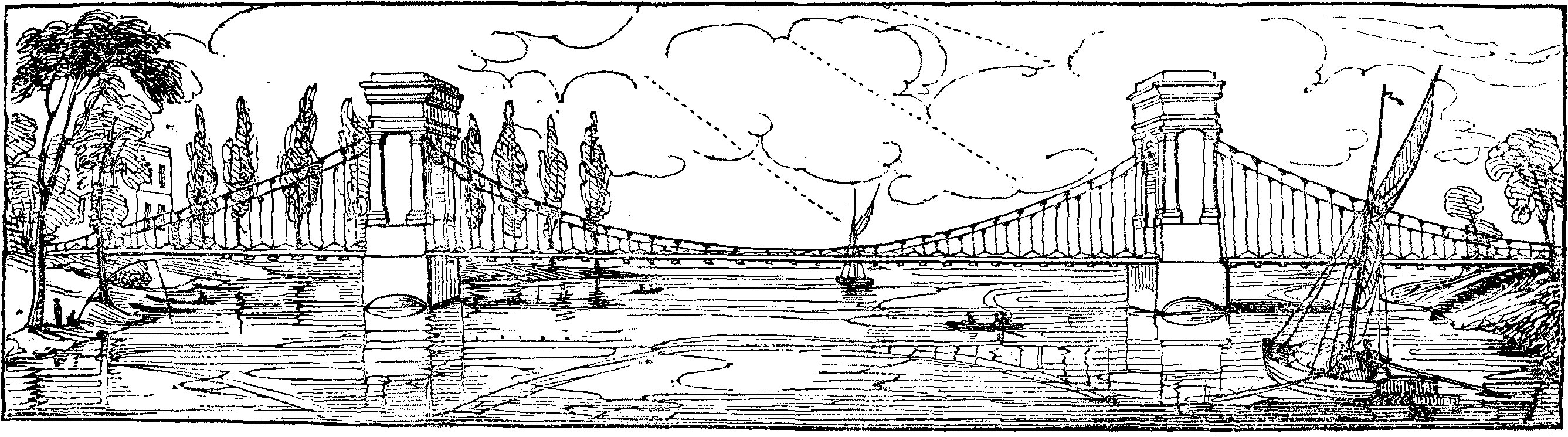
Grabado del primer puente de Hammersmith, construido en 1827

En la década de 1870, el puente ya no era bastante resistente para soportar el peso del intenso tráfico existente. Los propietarios se alarmaron en particular cuando en 1870 unas 12 000 personas se agolparon en el puente para presenciar la  regata anual entre Oxford y Cambridge, la cual pasa por debajo, justo antes del punto que marca la mitad de su recorrido de 4¼ millas (6.8 km). En 1884 se estableció un puente provisional para permitir el paso de río aun tráfico más limitado mientras uno nuevo era construido.
El actual puente de Hammersmith fue diseñado por sir Joseph Bazalgette y aprovecha las pilas de la estructura original de Tierney Clark. El nuevo puente fue construido por Dixon, Appleby & Thorne e inaugurado por el príncipe de Gales (el futuro rey Eduardo VII) el 11 de junio de 1887. Con mucha de la estructura de apoyo construida en hierro forjado, tiene 210 m de longitud, 13 m de ancho y su construcción costo 82 117 libras esterlinas.

## Solidez estructural y reparaciones

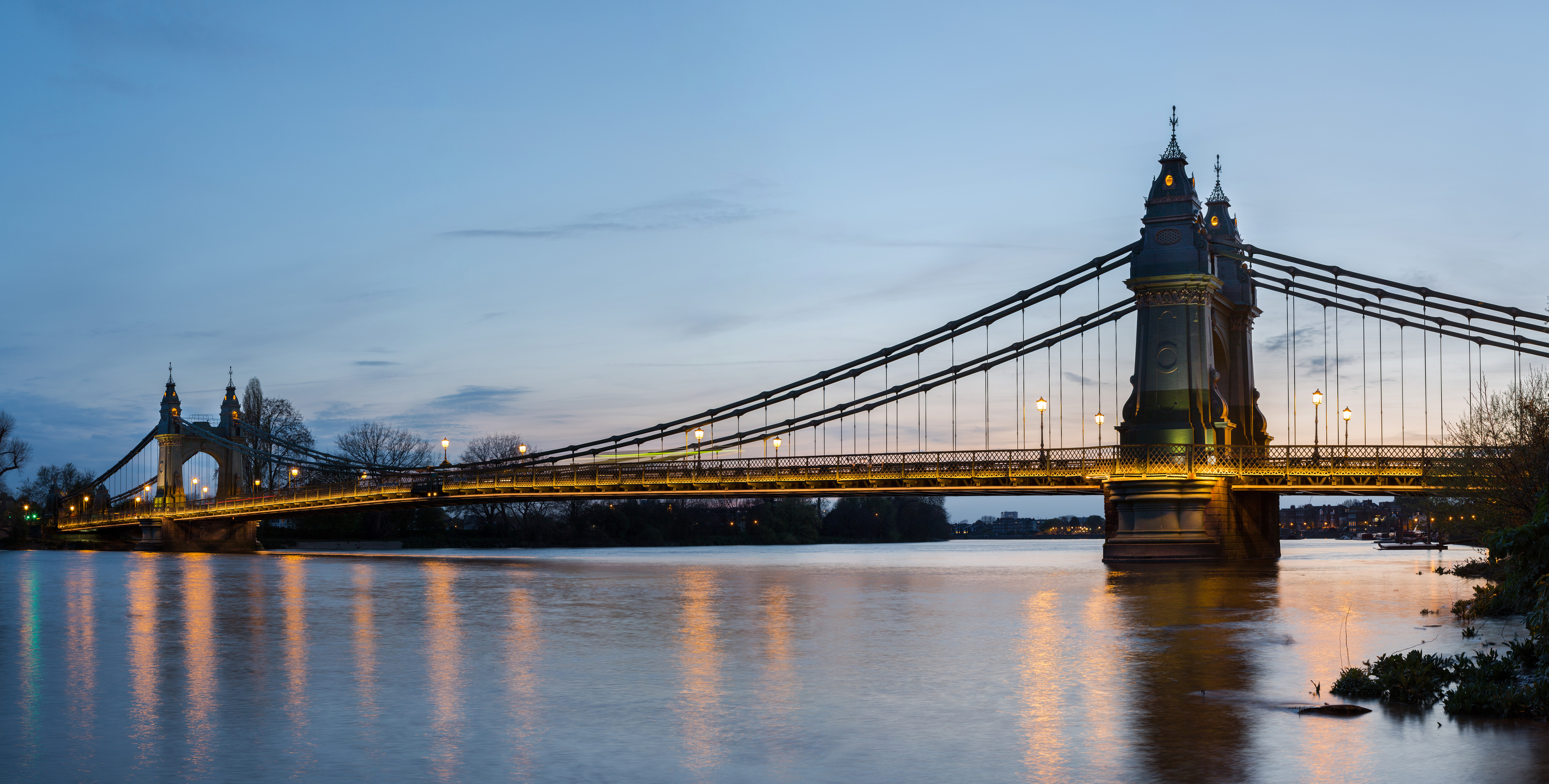
El puente de Hammersmith, vistos desde la orilla del lado de Hammersmith.

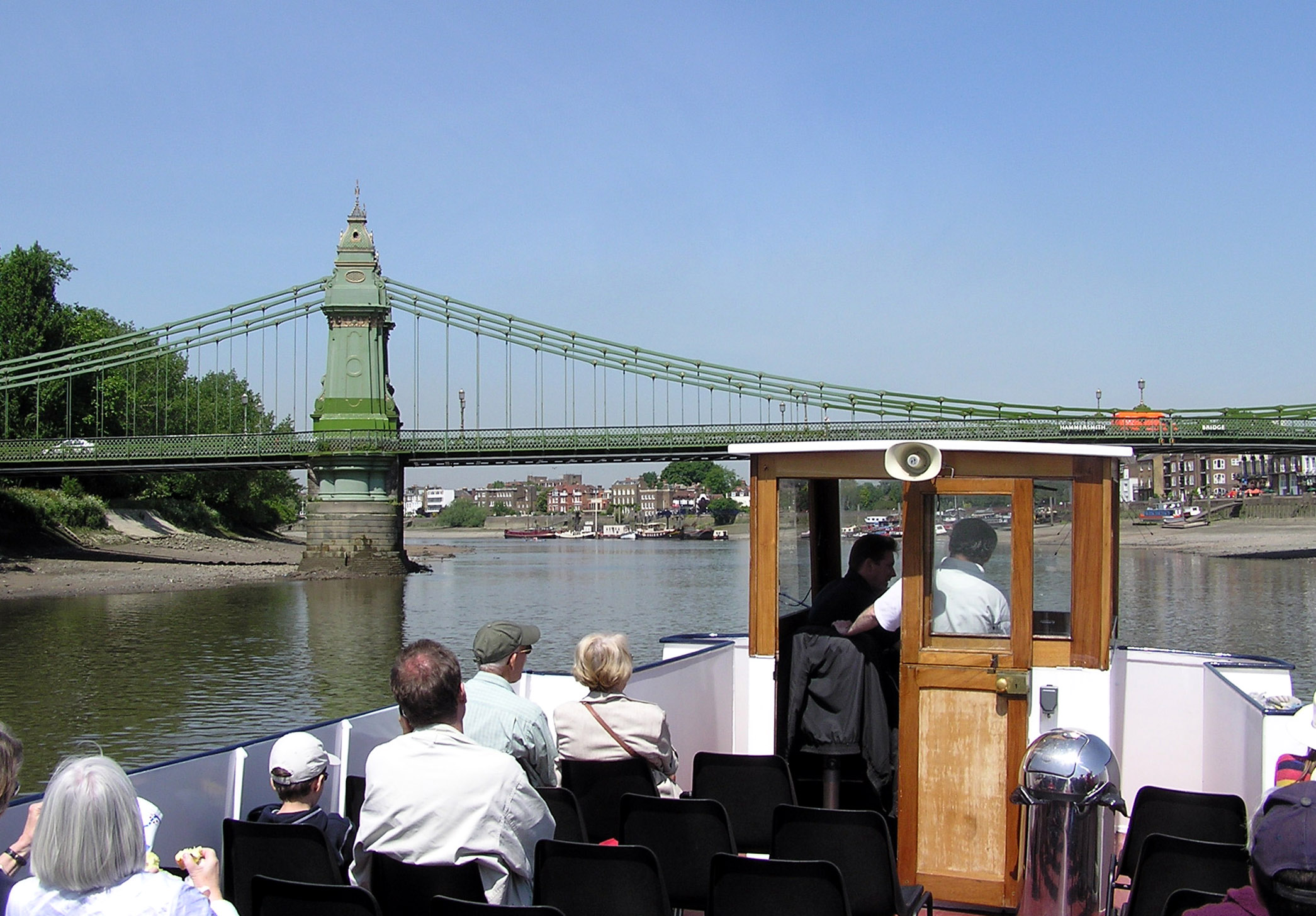
El puente de Hammersmith visto desde el barco turístico de Westminster a Kew

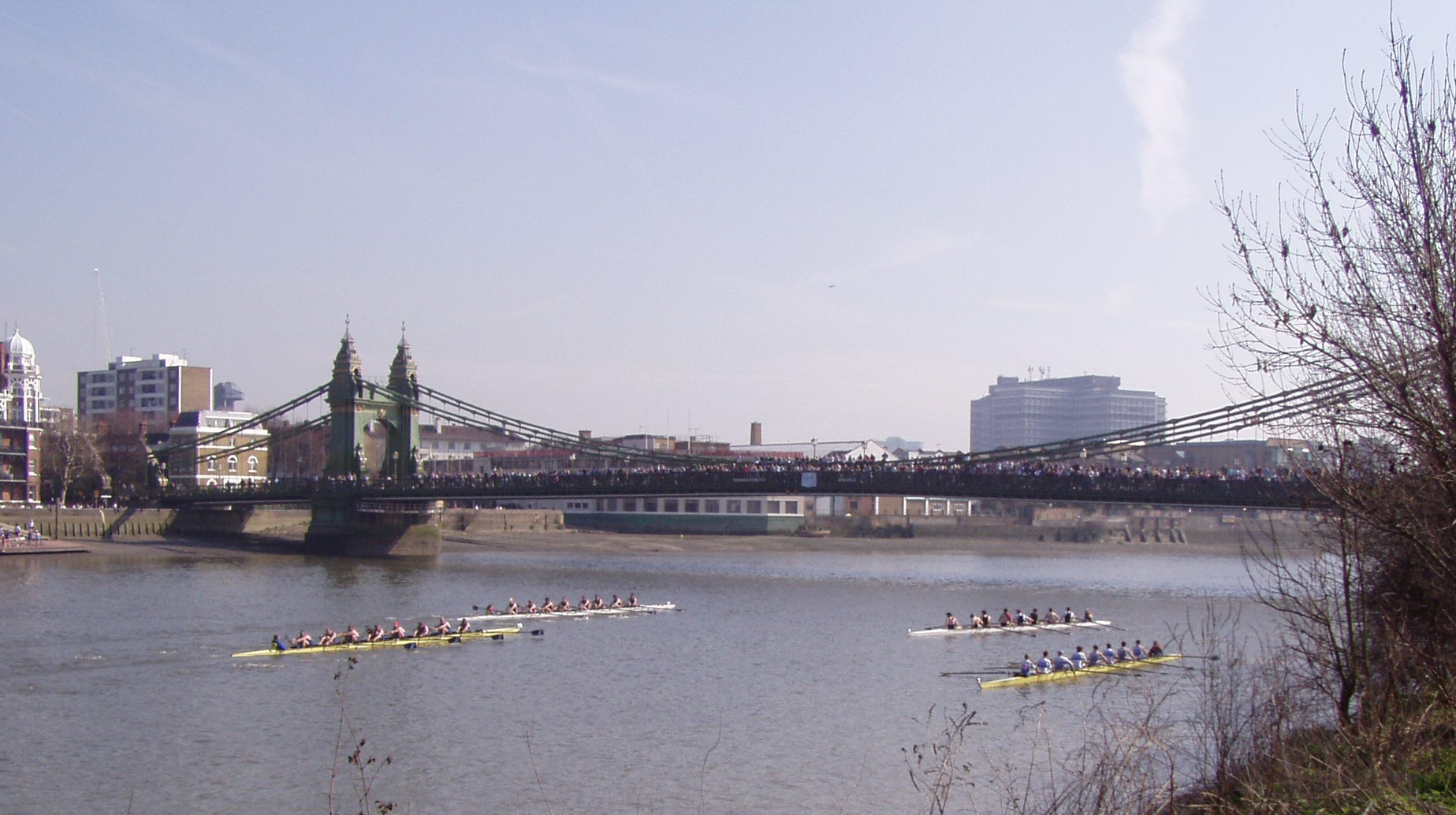
Embarcaciones de remo bajo el puente de Hammersmith

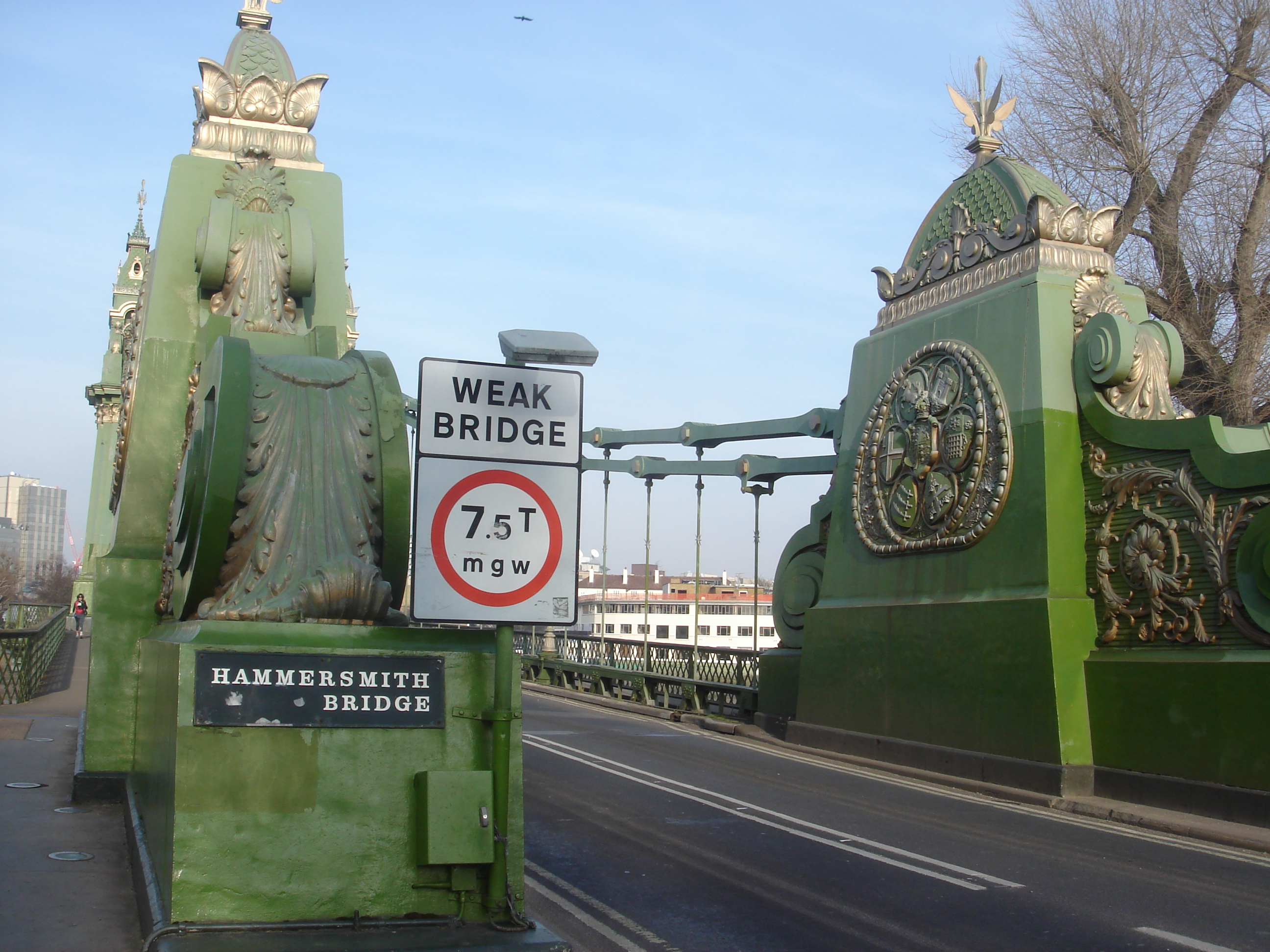
Detalles de los extremos del puente.

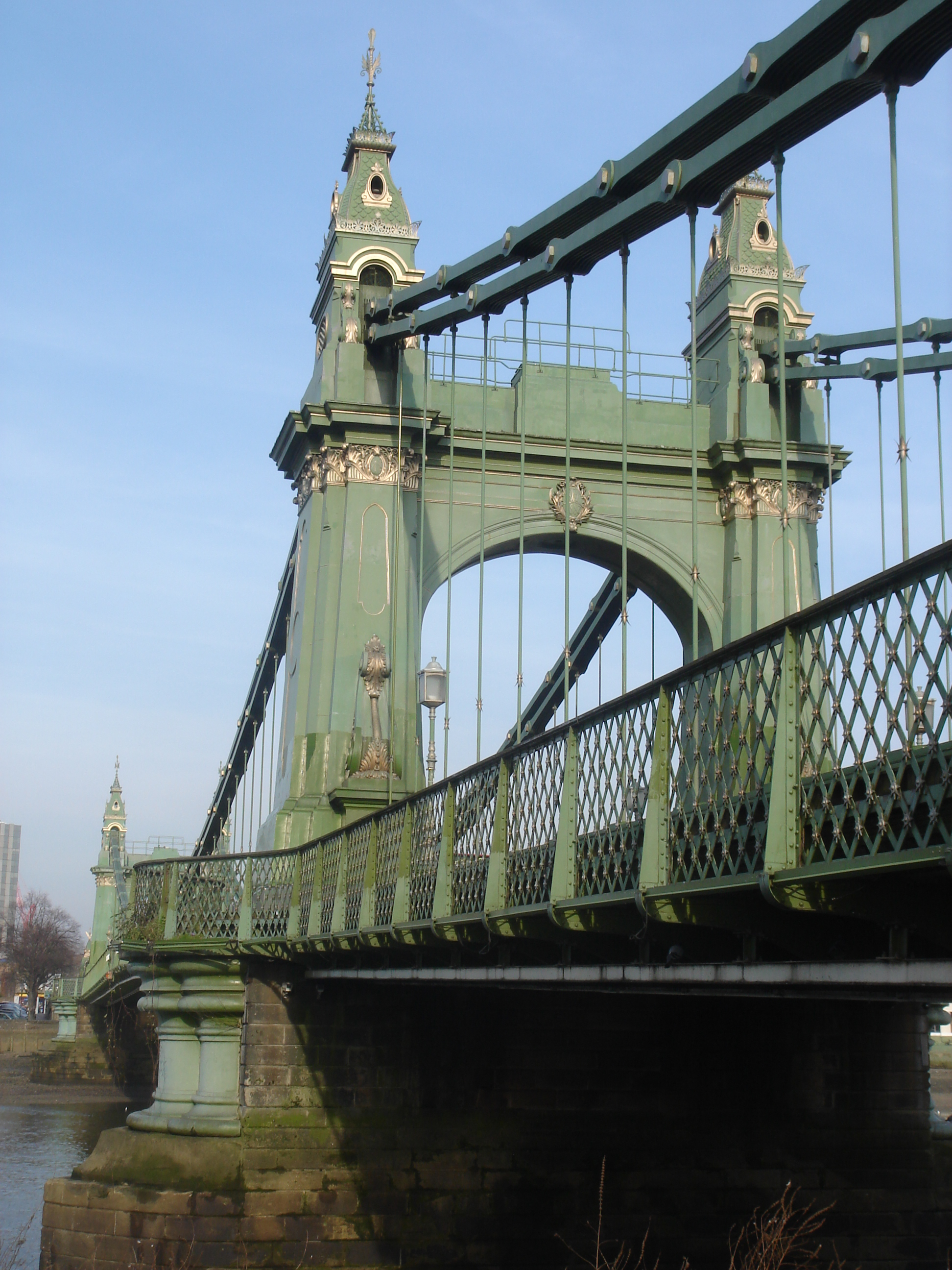
Detalle de una de la torres.

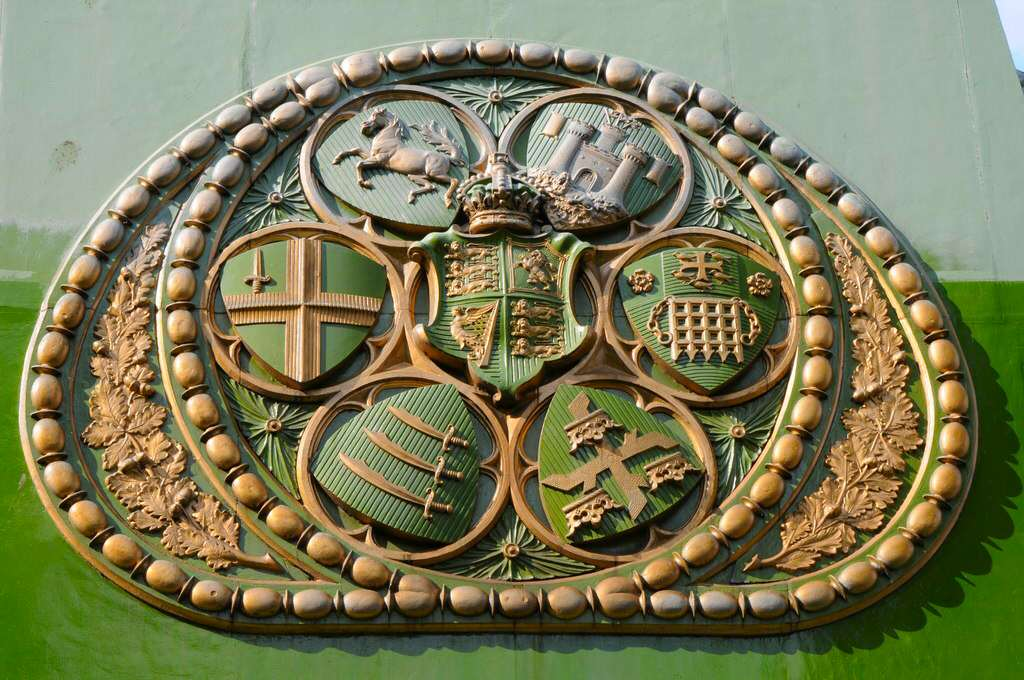
Detalle de los escudos heráldicos al extremo del puente.

El puente de Hammersmith ha sufrido durante mucho tiempo problemas estructurales y se ha cerrado durante períodos prolongados en varias ocasiones, debido al peso y volumen de tráfico rodado ahora habitual en el centro de Londres, para el que el puente no fue diseñado originalmente.
El puente fue reformado en 1973, se reemplazaron las vigas de acero, se mejoraron las perchas de la mitad del tramo y se añadieron nuevas juntas de dilatación en el tablero. Se instalaron nuevas vigas en el tablero y el revestimiento de este se cambió de bloques de madera a paneles revestidos de madera contrachapada. Estos paneles se sustituyeron posteriormente en 1987.
En 1984 los cojinetes de la torre del lado de Barnes fallaron bajo una carga pesada y tuvieron que ser reemplazado.
En febrero de 1997 el puente estuvo cerrado al tráfico excepto autobuses, bicicletas, motocicletas, vehículos de emergencia y peatones para poder realizar trabajos esenciales de reparación. Una inspección de los elementos estructurales del puente había encontrado problemas de corrosión y desgaste, en particular las vigas transversales y la cubierta del tablero, así como algunas zonas de mampostería.
El puente reabrió en julio de 1998 para todo tráfico rodado pero con una restricción de peso de 7.5 toneladas y con una medida prioritaria en el lugar para los autobuses. El flujo de autobuses locales estuvo regulada con semáforos, y rutas (como el número 72) tuvieron que abandonar el uso de los autobuses de dos pisos y sustituirlos por los de un único piso, con el objetivo de reducir las cargas en el puente.
Como parte de la renovación necesarias después de un ataque con bomba en 2000, el puente fue repintado con el color original de 1887, y se instaló una nueva iluminación.
El puente fue declarado monumento clasificado del Reino Unido en 2008, proporcionándole protección para preservar su carácter especial de desarrollos urbanísticos que lo puedan afectar.
A las extremidades del puente, hay un motivo compuesto de bajo-relieves de escudos heráldicos. En el centro es el escudo real del Reino Unido, completo con la corona real. Los otros son, de la izquierda en la dirección de las agujas del reloj: de la Ciudad de Londres; de Kent; de Guildford; de la Ciudad de Westminster (antes de 1965); de Colchester; y de Middlesex (antes de 1910).